# Кумейківська сільська рада
Кумейківська сільська́ ра́да — адміністративно-територіальна одиниця та орган місцевого самоврядування в Черкаському районі Черкаської області. Адміністративний центр — село Кумейки.

## Загальні відомості
- Населення ради: 921 особа (станом на 2001 рік)

## Населені пункти
Сільській раді підпорядковані населені пункти:
- с. Кумейки
- с. Гута Межиріцька

## Склад ради
Рада складається з 14 депутатів та голови.
- Голова ради: Іващенко Віра Володимирівна
- Секретар ради: Яківець Людмила Пантелеймонівна

### Керівний склад попередніх скликань
| Прізвище, ім'я, по батькові | Основні відомості                                                                       | Дата обрання | Дата звільнення |
| --------------------------- | --------------------------------------------------------------------------------------- | ------------ | --------------- |
| Іващенко Віра Володимирівна | Сільський голова, 1963 року народження, освіта середня спеціальна, позапартійна         | 26.03.2006   | 31.10.2010      |
| Іващенко Віра Володимирівна | Сільський голова, 1963 року народження, освіта середня спеціальна, член Партії регіонів | 31.10.2010   |                 |

Примітка: таблиця складена за даними сайту Верховної Ради України

### Депутати
За результатами місцевих виборів 2010 року депутатами ради стали:

#### За суб'єктами висування
| Суб'єкт висування                                       | Кількість обраних депутатів | %    |
| ------------------------------------------------------- | --------------------------- | ---- |
| Партія регіонів                                         | 7                           | 50   |
| Самовисування                                           | 5                           | 35,7 |
| Політична партія Всеукраїнське об'єднання «Батьківщина» | 2                           | 14,3 |

#### За округами
| № округу                                                | Прізвище, ім'я, по батькові     | Дата визнання обраним | Освіта             | Партійна приналежність                        | Відомості про обраного депутата                                          |
| ------------------------------------------------------- | ------------------------------- | --------------------- | ------------------ | --------------------------------------------- | ------------------------------------------------------------------------ |
| Партія регіонів                                         |                                 |                       |                    |                                               |                                                                          |
| 2                                                       | Бондаренко Людмила Іванівна     | 03.11.2010            | вища               | член Партії регіонів                          | Кумейківська загальноосвітня школа І-ІІІ ст., вчитель                    |
| 4                                                       | Бойко Тетяна Анатоліївна        | 03.11.2010            | середня спеціальна | член Партії регіонів                          | Кумейківська сільська рада, головний бухгалтер                           |
| 5                                                       | Кріт Наталія Анатоліївна        | 03.11.2010            | середня спеціальна | член Партії регіонів                          | Кумейківська лікарська амбулаторія, медична сестра                       |
| 7                                                       | Яківець Людмила Пантелеймонівна | 03.11.2010            | середня спеціальна | член Партії регіонів                          | Кумейківська сільська рада, секретар                                     |
| 8                                                       | Бондаренко Юрій Олексійович     | 03.11.2010            | вища               | член Партії регіонів                          | Кумейківська загальноосвітня школа І-ІІІ ст., вчитель                    |
| 9                                                       | Будник Юлія Василівна           | 03.11.2010            | середня спеціальна | член Партії регіонів                          | Кумейківська лікарська амбулаторія, виконувач обов'язки головного лікаря |
| 13                                                      | Чорна Наталія Анатоліївна       | 03.11.2010            | вища               | член Партії регіонів                          | Кумейківська сільська рада, землевпорядник                               |
| Політична партія Всеукраїнське об'єднання «Батьківщина» |                                 |                       |                    |                                               |                                                                          |
| 11                                                      | Пісковий Петро Михайлович       | 03.11.2010            | середня спеціальна | член Всеукраїнського об'єднання «Батьківщина» | с. Софіївка, СТОВ ім. Шевченка, токар                                    |
| 12                                                      | Кузьменко Анатолій Іванович     | 03.11.2010            | середня спеціальна | член Всеукраїнського об'єднання «Батьківщина» | тимчасово не працює                                                      |
| Самовисування                                           |                                 |                       |                    |                                               |                                                                          |
| 1                                                       | Нечипоренко Наталія Петрівна    | 03.11.2010            | середня спеціальна | член Партії регіонів                          | с. Кумейки, приватний підприємець                                        |
| 3                                                       | Кузьменко Микола Анатолійович   | 03.11.2010            | середня спеціальна | член Партії регіонів                          | Кумейківський Будинок культури, директор Будинку культури                |
| 6                                                       | Мостовенко Валентина Олексіївна | 03.11.2010            | середня спеціальна | член Партії регіонів                          | с. Кумейки ДНЗ «Гайок», бухгалтер                                        |
| 10                                                      | Шевчук Світлана Григорівна      | 03.11.2010            | вища               | позапартійна                                  | Кумейківська загальноосвітня школа І-ІІІ ст., вчитель                    |
| 14                                                      | Нечипоренко Анатолій Петрович   | 03.11.2010            | вища               | член Партії регіонів                          | с. Кумейки, приватний підприємець                                        |